# Xu Zhangrun
Xu Zhangrun (chinois traditionnel : 许章润 ; pinyin : Xǔ Zhāngrùn, né en octobre 1962) est un juriste chinois. Il est professeur de droit constitutionnel à l'Université Tsinghua de Pékin et chercheur à l'Institut d'économie Unirule (en).

## Formation
Xu a passé sa licence à l'université de sciences politiques et juridiques du Sud-Ouest (en) et sa maîtrise à l'université de Chine de sciences politiques et juridiques (en). Il a obtenu son doctorat à l'Université de Melbourne.

## Recherche
Xu travaille sur la jurisprudence, la philosophie juridique occidentale, la théorie constitutionnelle et la relation entre le confucianisme et le droit.

### Écrits
En juillet 2018, Xu a publié un article, Peurs imminentes, espoirs immédiats, dans lequel il déplore les récents changements de politique du secrétaire général du Parti communiste Xi Jinping, dont la suppression de la limite de deux mandats pour un président chinois et la restauration d'un culte de la personnalité. Xu proposait de revenir à deux mandats, système de durée déterminée qui a perduré entre 1982 et 2018. Il notait également que la classe dirigeante avait enfreint quatre principes de base qui comprenaient la sécurité publique, le respect de la propriété privée, la tolérance de la liberté de vie de la population et le régime foncier de la politique gouvernementale.
Cet article, remarqué, est une rare expression de dissidence publique. Il a été traduit en anglais par Geremie Barmé et a reçu des commentaires de chercheurs occidentaux. À la suite de sa parution, Xu a été suspendu, privé du droit d'enseigner, tandis que l'université entamait une procédure disciplinaire à son encontre. L'article a amené les Chinois à discuter du récent changement. Certains le soutiennent, tandis que d'autres s'inquiètent de la sécurité de la vie du professeur Xu.
En avril 2019, des amis ont signalé que les autorités avaient interdit à Xu de quitter le pays. Il a été empêché d'embarquer sur un vol pour le Japon lors d'un voyage autorisé et financé par l'Université Tsinghua.
En février 2020, Xu a publié l'article Alerte au virus : quand la fureur est plus forte que la peur, qui condamne la réponse du gouvernement chinois à l'épidémie de COVID-19,. Xu condamne la façon dont le gouvernement a interdit la communication d'informations factuelles lors de l'épidémie et relie ce problème à un problème plus large de liberté d'expression en Chine. Après la publication de cet article, les proches de Xu n'ont pas pu entrer en contact avec lui pendant un certain temps. Son compte sur WeChat a été suspendu et son nom a été effacé du réseau social Weibo. Il aurait publié en juin 2020 un nouvel article où il dénonce « l’esthétique fasciste » du pouvoir chinois. Xu est assigné à résidence le 30 juin.
Le 6 juillet 2020, Xu a été arrêté par la police chinoise à son domicile de Pékin,,, accusé d'avoir critiqué la réponse de la Chine à la pandémie de Covid-19. Il est libéré six jours plus tard, mais reste fallacieusement accusé,,,.

## Publications
- Alerte virale. Quand la colère est plus forte que la peur, traduit du chinois par Jean-Philippe Béja, préface de Geremie Barmé, Éditions R & N, « Ars longa, vita brevis », 70 p., 2021,  (ISBN 979-1096562282).